# جاستن روكفلر
جاستن روكفلر (بالإنجليزية: Justin Rockefeller)‏ هو شخصية أعمال أمريكي، ولد في 12 يوليو 1979 في فيرجينيا الغربية في الولايات المتحدة.